# Aozora Yell (phim)
Aozora Yell là phim điện ảnh Nhật Bản về tuổi trẻ ra mắt năm 2016, do Miki Takahiro đạo diễn, do Mochiji Yukino viết kịch bản và dựa trên loạt manga cùng tên của Kawahara Kazune (xuất bản từ ngày 11 thngs 8 năm 2008 đến ngày 13 tháng 10 năm 2015 trên tạp chí truyện thiếu nữ Bessatsu Margaret). Phim ra mắt tại Nhật Bản vào ngày 20 tháng 8 năm 2016 và được phân phối bởi Toho.

## Cốt truyện
Ono Tsubasa (Tsuchiya Tao) là học sinh năm nhất của trường cao trung Shirato ở Sapporo, Nhật Bản. Ngôi trường nổi tiếng về kèn đồng và bóng chày. Trong khi ngắm nhìn những chiếc cúp mà câu lạc bộ kèn đồng đạt được, thì Ono Tsubasa gặp mặt Yamada Daisuke (Takeuchi Ryoma) người đứng kế cô và đang ngắm những chiếc cúp mà câu lạc bộ bóng chày đạt được.
Tsubasa nói với Daisuke rằng cô tới cao trung Shirato sau khi thấy một nhóm kèn đồng trên khán đài cổ vũ trong giải đấu bóng chày ở Koushien. Daisuke cũng học năm nhất và là thành viên của câu lạc bộ bóng chày. Cậu hứa với Tsubasa rằng câu lạc bộ của mình sẽ tới được Koushien và mong rằng Tsubasa có thể cổ vũ cho câu lạc bộ của cậu. Tsubasa gặp phải khó khăn khi tham gia câu lạc bộ kèn đồng và học thổi Trumpet, nhưng Daisuke luôn khích lệ động viên cô. Tsubasa bắt đầu có cảm tình với Daisuke, rồi cả hai cùng tiến tới với ước mơ của mình.

## Diễn viên
- Tsuchiya Tao[1] trong vai Ono Tsubasa
- Takeuchi Ryoma[1] trong vai Yamada Daisuke
- Hayama Shōno[1] trong vai Mizushima Aki
- Horii Arata[1] trong vai Kido Yasushi
- Kojima Fujiko[1] trong vai Kasuga Hitomi
- Matsui Airi[1] trong vai Wakita Himari
- Taira Yuna[1] trong vai Sawa Akane
- Yamada Yuki[1] trong vai Usui Kota
- Shida Mirai[1] trong vai Mori Yuka
- Ueno Juri[1] trong vai Sugimura Yoko

## Đón nhận

### Doanh thu
Phim đạt doanh thu 197 triệu yên Nhật trong cuối tuần đầu tiên công chiếu tại Nhật Bản và xếp hạng thứ 3 về lượt vé bán ra, đạt 160.000 lượt vé.

### Đánh giá
Trên trang đánh giá MyDramaList, phim được đánh giá 80/100 bởi 387 người.

## Âm nhạc
Ca khúc chủ đề trong phim với tựa đề Kiseki do nhóm whiteeeen thể hiện, được phối nhạc lại từ ca khúc cùng tên của nhóm nhạc GReeeeN.

## Đường dẫn ngoài
- Website chính thức (tiếng Nhật)
- Aozora Yell trên Internet Movie Database